# チバニアン

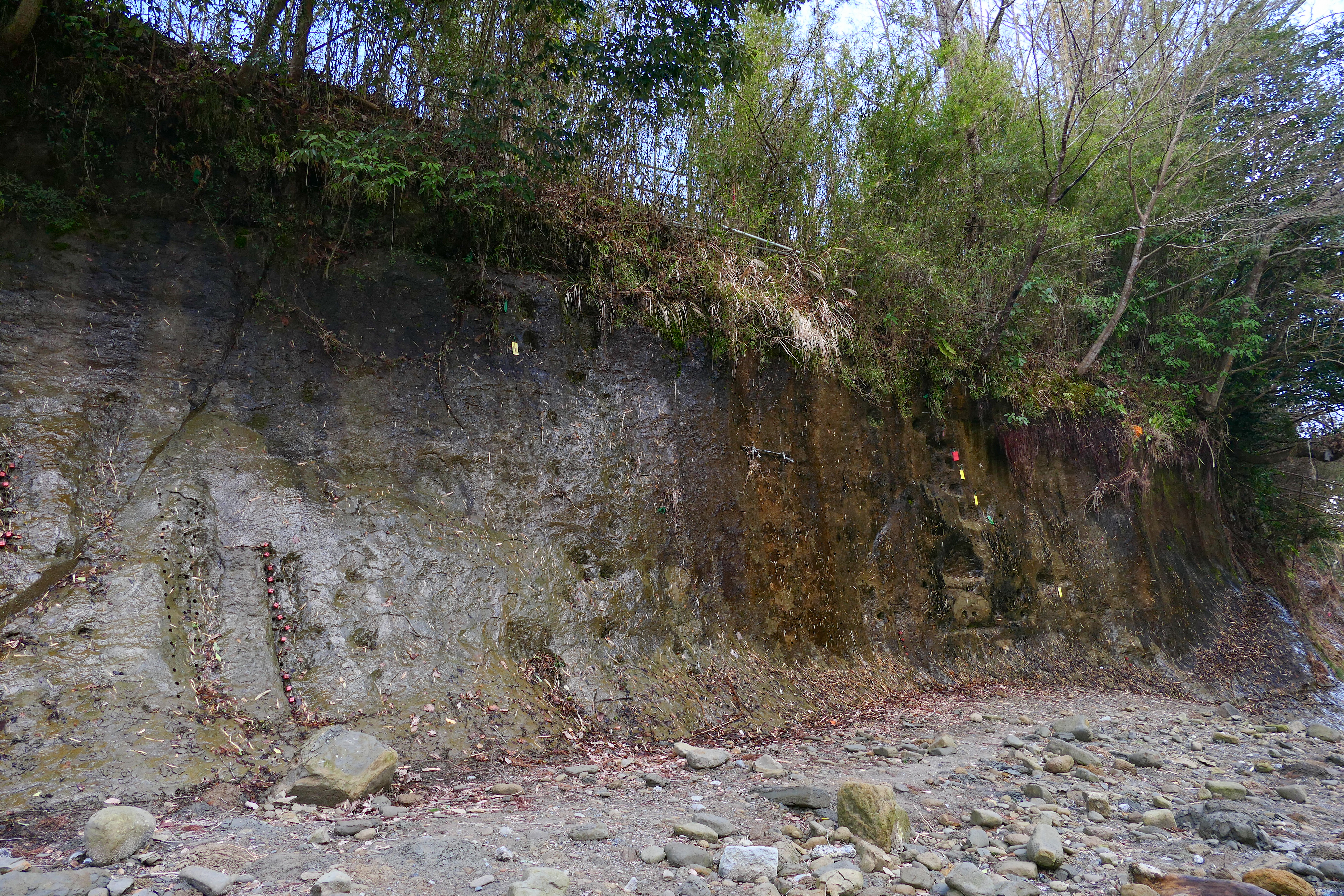
千葉県市原市田淵の養老川沿いにある「千葉セクション」

| 累代        | 代     | 紀       | 世     | 期                   | 基底年代 Mya |
| ----------- | ------ | -------- | ------ | -------------------- | ------------ |
| 顕生代      | 新生代 | 第四紀   | 完新世 | メガラヤン           | 0.0042       |
| 顕生代      | 新生代 | 第四紀   | 完新世 | ノースグリッピアン   | 0.0082       |
| 顕生代      | 新生代 | 第四紀   | 完新世 | グリーンランディアン | 0.0117       |
| 顕生代      | 新生代 | 第四紀   | 更新世 | 後期更新世           | 0.129        |
| 顕生代      | 新生代 | 第四紀   | 更新世 | チバニアン           | 0.774        |
| 顕生代      | 新生代 | 第四紀   | 更新世 | カラブリアン         | 1.8          |
| 顕生代      | 新生代 | 第四紀   | 更新世 | ジェラシアン         | 2.58         |
| 顕生代      | 新生代 | 新第三紀 | 鮮新世 | ピアセンジアン       | 3.6          |
| 顕生代      | 新生代 | 新第三紀 | 鮮新世 | ザンクリアン         | 5.333        |
| 顕生代      | 新生代 | 新第三紀 | 中新世 | メッシニアン         | 7.246        |
| 顕生代      | 新生代 | 新第三紀 | 中新世 | トートニアン         | 11.63        |
| 顕生代      | 新生代 | 新第三紀 | 中新世 | サーラバリアン       | 13.82        |
| 顕生代      | 新生代 | 新第三紀 | 中新世 | ランギアン           | 15.97        |
| 顕生代      | 新生代 | 新第三紀 | 中新世 | バーディガリアン     | 20.44        |
| 顕生代      | 新生代 | 新第三紀 | 中新世 | アキタニアン         | 23.03        |
| 顕生代      | 新生代 | 古第三紀 | 漸新世 | チャッティアン       | 27.82        |
| 顕生代      | 新生代 | 古第三紀 | 漸新世 | ルペリアン           | 33.9         |
| 顕生代      | 新生代 | 古第三紀 | 始新世 | プリアボニアン       | 37.8         |
| 顕生代      | 新生代 | 古第三紀 | 始新世 | バートニアン         | 41.2         |
| 顕生代      | 新生代 | 古第三紀 | 始新世 | ルテシアン           | 47.8         |
| 顕生代      | 新生代 | 古第三紀 | 始新世 | ヤプレシアン         | 56           |
| 顕生代      | 新生代 | 古第三紀 | 暁新世 | サネティアン         | 59.2         |
| 顕生代      | 新生代 | 古第三紀 | 暁新世 | セランディアン       | 61.6         |
| 顕生代      | 新生代 | 古第三紀 | 暁新世 | ダニアン             | 66           |
| 顕生代      | 中生代 | 中生代   | 中生代 |                      | 251.902      |
| 顕生代      | 古生代 | 古生代   | 古生代 |                      | 541          |
| 原生代      | 原生代 | 原生代   | 原生代 |                      | 2500         |
| 太古代      | 太古代 | 太古代   | 太古代 |                      | 4000         |
| 冥王代      | 冥王代 | 冥王代   | 冥王代 |                      | 4600         |
| 1. 2. 3. 4. |        |          |        |                      |              |

チバニアン（英: Chibanian）は、77.4万年前から12.9万年前にあたる地質時代の期、または地層の形成年代を表す年代層序における階の一つ。中期更新世/中部更新統（英語: Middle Pleistocene）とも呼ばれる。2020年1月15日に国際地質科学連合より代表的な地層（GSSP）として千葉セクションが選ばれ、「チバニアン」（Chibanian、千葉時代）も同時に命名された。2022年5月21日に現地の地層に時代境界となるゴールデンスパイクが設置された。

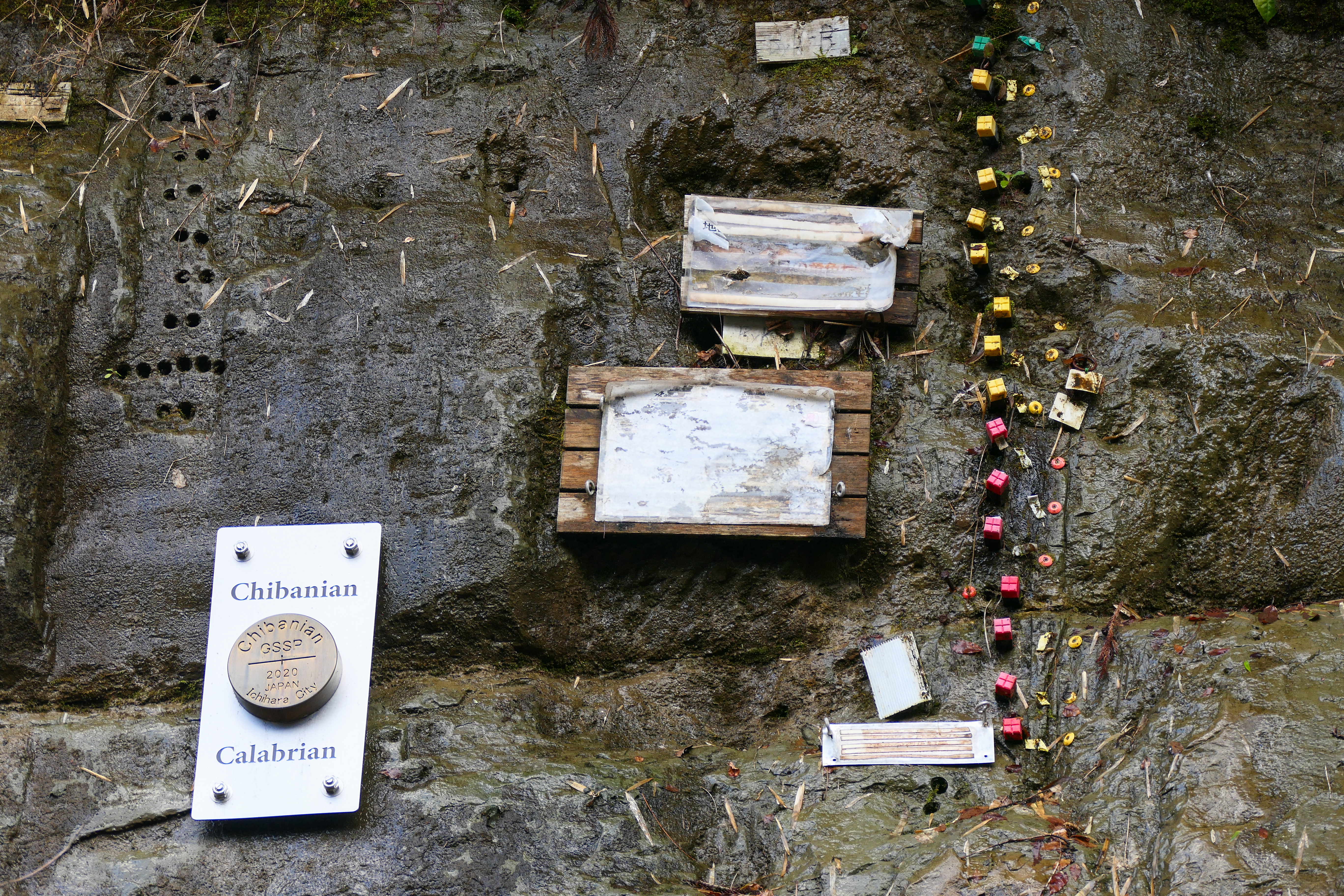
千葉セクションに設置された、チバニアンとカラブリアンの時代境界を示すゴールデンスパイク。右側の色分けされた杭は、地球の地磁気が逆転していた事を示す地層の境界を示している。

## 概要
チバニアンの下限、カラブリアンとの境界はかつて、地球史上最後の地磁気逆転である松山‐ブリュンヌ逆転と定義されていた。これはふつう地層境界や気候変動の境界と直接は一致しないが、区分に便利であるため用いられていた。千葉セクションがGSSPに選定される際に、千葉セクション中で地磁気逆転層のすぐ下にある火山灰層が境界であると、改めて定義された。白尾火山灰層がその境界である。
チバニアンの上限、後期更新世との境界は最終間氷期が開始した時期とされている。このような過去の気候の変化を記述する際、海底コア中の有孔虫微化石の殻に含まれる酸素の同位体比が利用されている。18O/16O比の変化が過去の気候変動を反映しているので、MIS（海洋酸素同位体ステージ）として用いられている。チバニアンの上限は、MIS 6からMIS 5eへ移る境界である。
前期から中期更新世の境界付近で、氷河期の氷期と間氷期のサイクルは4万年から10万年へ移り変わっていった。この変化を、Early-Middle Pleistocene Transition（EMPT）と呼ぶ。松山‐ブリュンヌ逆転はEMPTの途中にあるため、EMPTの目印として有用である。EMPTにおいては、氷期と間氷期の気候変動の振れ幅が大きくなっていき、氷期はより厳しいものとなり、氷床もより拡大していった。

## 命名とGSSP
チバニアン（期/階）もしくはイオニアン（期/階）と命名することが国際地質科学連合国際層序委員会（IUGS-ICS）で検討され、2020年1月、チバニアン（Chibanian、千葉時代）に決定した。
各地質年代の下限を示す国際標準模式層断面及び地点（GSSP）の候補として、以下の3か所の地層が挙がっていた。
- 日本・千葉県市原市田淵の養老川沿いにある「千葉セクション」[12]
- イタリア・バジリカータ州マテーラ県の「モンタルバーノ・イオーニコセクション」[13]
- イタリア・カラブリア州クロトーネ県サン・マウロ・マルケザートの「ヴァレ・デ・マンケ（Valle di Manche）セクション」[14]

国際地質科学連合ではGSSPを決めるためにいくつかの基準が定めている。海で堆積した海成層であること、豊富な微化石を産出し微化石による層序比較が可能であること、自由な立ち入りや研究の自由が保障されていること、などである。加えて、中期更新世のGSSP審査においては松山-ブルン境界が記録されていることと、その前後に氷期と間氷期による気候変動の記録が詳細に残っていることが要求された。中期更新世は地質年代上では新しい出来事であり、この時期の海成層で隆起している地層は希少であった。審査では条件を満たす上記3セクションのうち、千葉セクションが、地層の持つ地磁気逆転記録が最もよく保存されていることなどを評価されGSSPに決定された。
茨城大学名誉教授の楡井久を中心とする任意団体がデータに不正があると主張し、チバニアンの申請チームが不正を否定する文章を学会に送付する場面があった。また、楡井久が現地の民有地の所有者から借地権を取得したことで、研究目的の立ち入り・試料採取の保証が困難になり、一時は審査が中断された。楡井久は自由な出入りが可能だとしたが、市原市では調査研究目的の立ち入りを妨げてはならないとする条例を成立させた。
チバニアンの決定を受け、2021年度から2026年度にわたり総事業費約15億円をかけて現地のガイダンス施設等を整備する計画であり、2022年8月には隈研吾建築都市設計事務所が設計を受託した。

事業費のうち、8億円がガイダンス施設の建物本体、2億円が展示関係、5億円が地層まで約500メートルの遊歩道整備として計上されている。

## 気候
- ギュンツ氷期（英語版）（47万年前 - 33万年前）[24]
- ギュンツ＝ミンデル間氷期（33万年前 - 30万年前）
- ミンデル氷期（英語版）（30万年前 - 23万年前）[24]
- ミンデル＝リス間氷期（英語版）（23万年前 - 18万年前）
- リス氷期（英語版）（18万年前 - 13万年前）[24]
- エーミアン間氷期（英語版）（リス＝ヴュルム間氷期、13万年前 - 7万年前）